# Villa scrutata
Villa scrutata är en tvåvingeart som först beskrevs av Christian Rudolph Wilhelm Wiedemann 1820.  Villa scrutata ingår i släktet Villa och familjen svävflugor.
Artens utbredningsområde är Österrike. Inga underarter finns listade i Catalogue of Life.